# Ilha de Conejera (Ibiza)

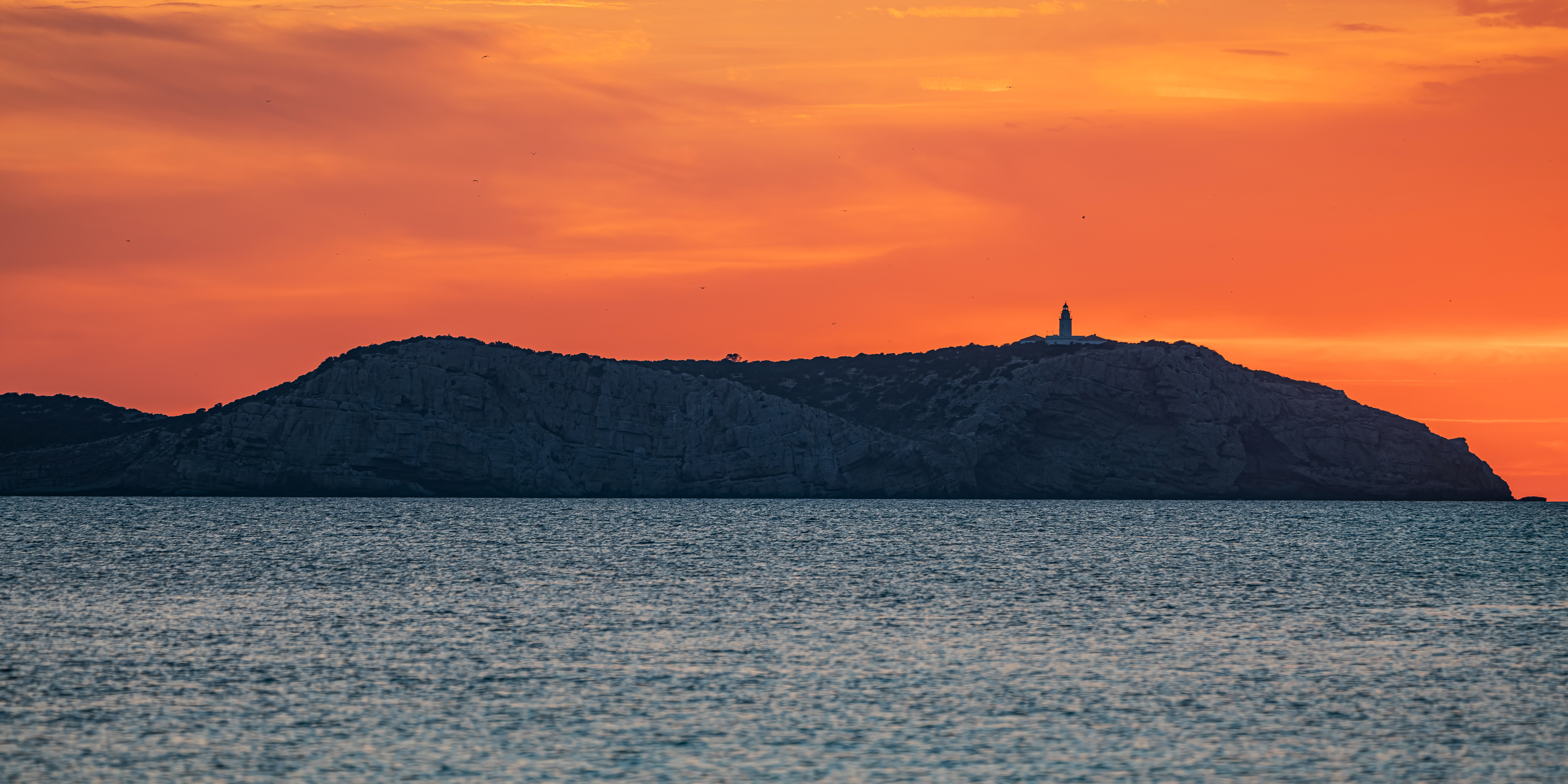

Conejera (Conillera em catalão) é uma ilhota situada no extremo noroeste da Ilha de Ibiza, na altura do município de San José, na Espanha, na província e comunidade autónoma das Ilhas Baleares, tendo uma área de superfície de 7,29 km² e um farol. Atualmente, está desabitada. Na costa sul, se encontra a Ilhota de Bosc.